# Арена Сатурн
Многофункционалната арена „Сатурн“ (на немски: Saturn-Arena) се намира в баварския град Инголщат. Сградата с капацитет от 4815 (включително 2922 правостоящи) зрители е официално открита през септември 2003 г. ERC Ingolstadt (Клуб по хокей на лед Инголщат) играе домакинските си мачове на тази арена от сезон 2003/04.
Само за няколко часа арената може да се превърне в концертна зала. В допълнение към спортните събития, това е популярно място за рок и поп концерти, танцови представления, различни изложби и панаири. Арената предлага 8 ВИП салона и две ВИП зони. Прес галерията предлага достатъчно място за около 30 журналисти. Три големи кетъринг пункта предлагат храна и напитки – щандове за освежителни напитки са разположени из цялата арена.